# Ерроугед-Спрінгс (Вайомінг)
Ерроугед-Спрінгс (англ. Arrowhead Springs) — переписна місцевість (CDP) в США, в окрузі Світвотер штату Вайомінг. Населення — 59 осіб (2020).

## Географія
Ерроугед-Спрінгс розташований за координатами 41°30′29″ пн. ш. 109°9′18″ зх. д. / 41.50806° пн. ш. 109.15500° зх. д. (41.508174, -109.155085).  За даними Бюро перепису населення США в 2010 році переписна місцевість мала площу 2,99 км², уся площа — суходіл.

## Демографія
Згідно з переписом 2010 року, у переписній місцевості мешкали 63 особи в 22 домогосподарствах у складі 16 родин. Густота населення становила 21 особа/км².  Було 23 помешкання (8/км²).
Расовий склад населення:
| - 100,0 % — білих |

До двох чи більше рас належало 0,0 %. Частка іспаномовних становила 0,0 % від усіх жителів.
За віковим діапазоном населення розподілялося таким чином: 22,2 % — особи молодші 18 років, 69,9 % — особи у віці 18—64 років, 7,9 % — особи у віці 65 років та старші. Медіана віку мешканця становила 44,8 року. На 100 осіб жіночої статі у переписній місцевості припадало 103,2 чоловіків;  на 100 жінок у віці від 18 років та старших — 113,0 чоловіків також старших 18 років.
Цивільне працевлаштоване населення становило 38 осіб. Основні галузі зайнятості: освіта, охорона здоров'я та соціальна допомога — 100,0 %.